# Björkesbacka

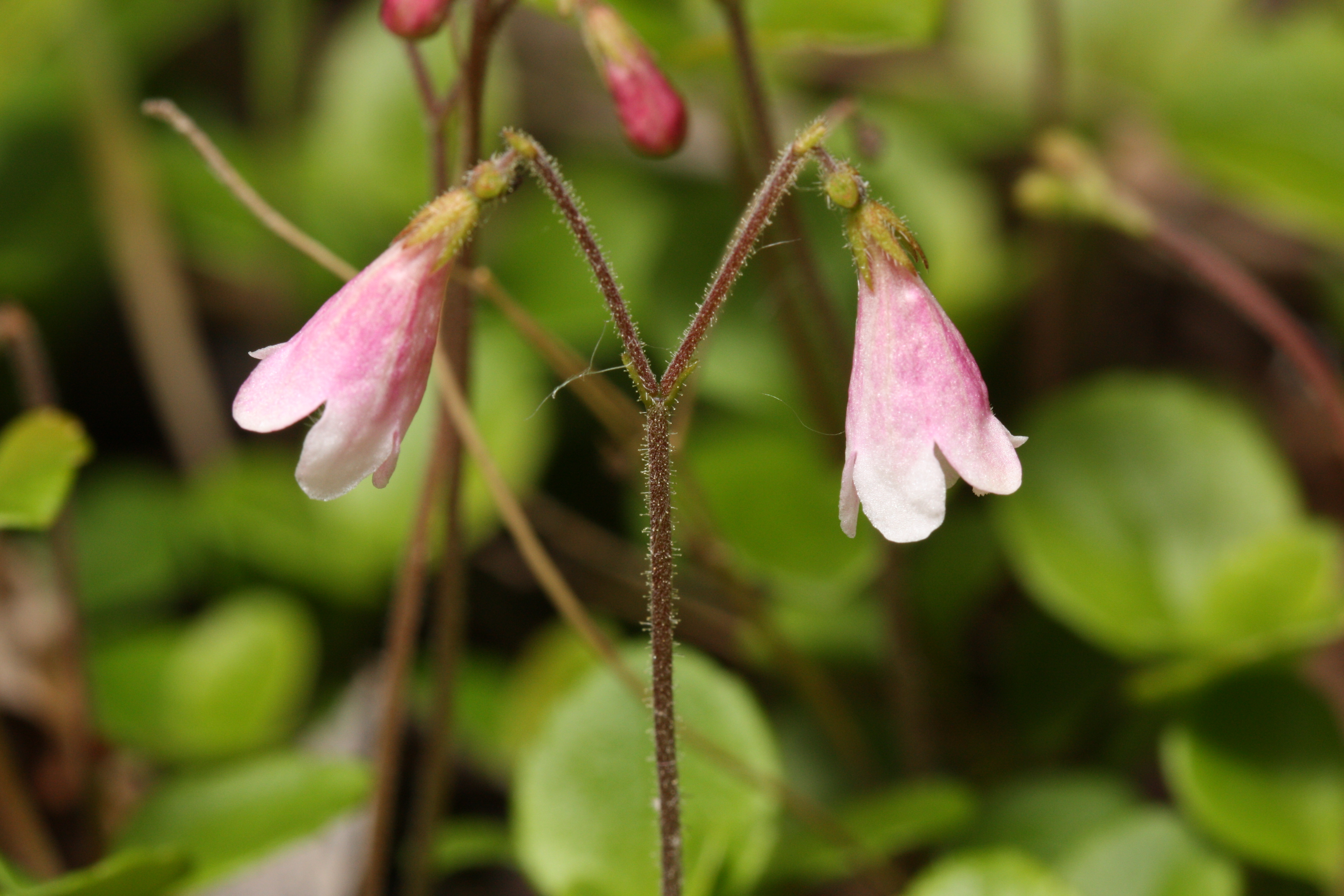
Linnea

Björkesbacka är ett naturreservat i Marks kommun i Västra Götalands län.
Reservatet är skyddat sedan 1996 och omfattar 55 hektar. Det är beläget sydöst om tätorten Kinna i Örby socken i östra delen av Marks kommun. Björkesbacka är ett skogshemman med byggnader, betesmarker och skog. 
Landskapet kring Björkesbacka har också ett kulturhistoriskt värde, liksom själva gårdsmiljön med välbevarade byggnader från 1700- och 1800-talen. Gården ligger på en moränhöjd intill ett bergsparti. Omkring finns våtmarker och skogspartier. Landskapet är väl bevarat och visar hur jordbruk, djurhållning och skogsbruk bedrevs i början av 1900-talet.
I området finns ett antal skogstyper, med ett rikt biologiskt innehåll i fuktig gammal granskog och lövskog. Nära gården finns gamla grova lövträd med sällsynta lavar som lunglav och skrovellav. I skogsmarkerna växer getapel, linnea och knärot. Det finns ett rikt fågelliv med mindre hackspett, spillkråka, orre och trana.
Naturreservatet förvaltas av Marks kommun.